# Der König von Paris (1920)
Der König von Paris ist ein zweiteiliger deutscher Stummfilm aus dem Jahre 1920 von Erik Lund mit Bruno Kastner in der Titelrolle.

## Handlung
André Lifou ist der Anführer der Pariser Unterwelt und lässt sich daher in aller Unbescheidenheit „König von Paris“ nennen. Sein Auftreten ist weltmännisch, seine Aura strömt Schick und Eleganz aus, und der Mann weiß sich selbst in der Haute volée perfekt zu benehmen, sodass er keine Schwierigkeit hat, selbst in Adelskreisen mit seinem Charme zu betören. In diese Welt ist er als falscher Marquis de Pleinard eingedrungen, um mal wieder einen großen Raubzug durchzuführen. Diesmal hat André es auf eine russische Exilfürstin abgesehen, die wie so viele Aristokraten jener Zeit die fortgeschwemmte Zaren-Monarchie in Russland heimatlos gemacht hat und nach der Oktoberrevolution in die französische Hauptstadt floh. Fürstin Bogdanoff hat, anders als viele ihrer Mitflüchtlinge, ihre Vermögen vor dem Zugriff der Bolschewiki retten können und ist auch noch verwitwet und damit für André doppelt interessant.
Sein bohemienhafter Charme, seine Schmeicheleien und seine galanten Komplimente treffen bei der alternden Fürstin auf fruchtbarem Boden, lediglich deren Tochter bleibt überaus misstrauisch gegenüber dem schleimigen Möchtegern-Marquis. Hatte es anfänglich der „König von Paris“ lediglich auf das wertvolle Geschmeide der fürstlichen Exilantin abgesehen, so wird André bald klar, dass aus der alten Dame sehr viel mehr herauszuholen sein dürfte, wenn er sie praktischerweise gleich heiraten würde. Tatsächlich zeigt Fürstin Bogdanoff Interesse, und es kommt zur Verlobung zwischen den beiden ungleichen Protagonisten. Lifou, der Filou, glaubt sich schließlich bereits am Ziel seiner Träume, als er mit der Russin zum Altar schreitet. Doch da trifft ihn hinterrücks eine Revolverkugel, abgefeuert von seinem früheren Vertrauten und Mitganoven Fred Suchard, den er einst verraten hatte, um sich selbst zu retten, und bereitet Lifous ruchlosen Plan ein tödliches Ende.

## Produktionsnotizen
Der König von Paris entstand Mitte 1920, passierte am 16. August desselben Jahres die Filmzensur und wurde mit Teil 1 am 11. November und mit Teil 2 am 19. November 1920 in Berlins Schauburg uraufgeführt. Die Länge des ersten Teils, der sechs Akte besaß, betrug 1806 Meter, die Länge des zweiten Teils, ein Fünfakter, 1837 Meter. Beide Teile wurden mit Jugendverbot belegt. In den von Frankreich besetzten westrheinischen Gebieten durfte der Film nur unter dem Titel Die Geschichte des André Lifou gezeigt werden.
Die Filmbauten gestaltete Siegfried Wroblewsky.

## Kritik
Die Filmwelt befand: „Bruno Kastner als verbrecherischer Hochstapler weiss, trotzdem die Rolle unsympathisch ist, allgemeines Gefallen zu erwecken. Man glaubt der Fürstin, dass sie von seinem eleganten Wesen betört, allen Stimmen der Vernunft Hohn spricht und ganz in seinen Bann gerät“.